# سيلفيان بيلمير
سيلفيان بيلمير هو مهندس الصوت كندي، ولد في 20 فبراير 1968 في مونتريال في كندا.

## وصلات خارجية
- سيلفيان بيلمير على موقع IMDb (الإنجليزية)
- سيلفيان بيلمير على موقع قاعدة بيانات الفيلم (الإنجليزية)